# Federal Reserve Bank of Atlanta

Det sjätte distriktet som Atlanta Fed har hand om.

Federal Reserve Bank of Atlanta, kallas Atlanta Fed,  är en regional centralbank inom USA:s centralbankssystem Federal Reserve System. De har ansvaret för det sjätte distriktet i centralbankssystemet, vilket innebär att de har helt ansvaret för delstaterna Alabama, Florida och Georgia samt delar av Louisiana, Mississippi och Tennessee. Atlanta Fed använder sig av bokstaven F och siffran 6 för att identifiera sig på de dollar-sedlar som används i distriktet. De har sitt huvudkontor i Atlanta i Georgia och leds av Raphael Bostic.

## Historik
Federal Reserve System har sitt ursprung från den 23 december 1913 när lagen Federal Reserve Act signerades av USA:s 28:e president Woodrow Wilson (D). Den 2 april 1914 meddelade Federal Reserve System att distrikten var bestämda och vart de regionala centralbankerna skulle vara placerade. Den 18 maj grundades samtliga tolv regionala centralbanker medan den 16 november öppnades dessa officiellt.

## Ledare
Källa: 
* = Ordförande för Federal Reserve System.
|             | Person                 | Period         |
| ----------- | ---------------------- | -------------- |
| Bankchefer  |                        |                |
|             | Joseph A. McCord       | 1914–1919      |
|             | Maximilian B. Wellborn | 1919–1928      |
|             | Eugene R. Black*       | 1928–1933 1934 |
|             | Oscar Newton           | 1935–1936      |
| Presidenter |                        |                |
|             | Oscar Newton           | 1936–1939      |
|             | Robert S. Parker       | 1939–1941      |
|             | William S. McLarin Jr. | 1941–1951      |
|             | Malcolm H. Bryan       | 1951–1965      |
|             | Harold T. Patterson    | 1965–1968      |
|             | M. Monroe Kimbrel      | 1968–1980      |
|             | William F. Ford        | 1980–1983      |
|             | Robert P. Forrestal    | 1983–1995      |
|             | Jack Guynn             | 1996–2006      |
|             | Dennis P. Lockhart     | 2007–2017      |
|             | Raphael Bostic         | 2017–          |